# (509) Iolanda
(509) Iolanda est un astéroïde de la ceinture principale découvert par Max Wolf le 28 avril 1903.